# マレイ・ペライア
マレイ・ペライア（Murray Perahia [ˈmʌri pəˈraɪə], 1947年4月19日 - ）は、アメリカ合衆国のピアニスト、指揮者。大英帝国勲章KBEの受章者。
ニューヨークのブロンクス生まれ。ギリシャのテッサロニキに起源を持つセファルディムのユダヤ人で、1935年、父親の代にアメリカ合衆国へ移住した家庭の出身。母語はラディーノ語。熱心なユダヤ教徒でもある。

## 経歴
4歳からピアノを始めた。最初の教師は「とても窮屈」だったらしく、完璧に弾けるようになるまで一曲を弾かせ続けた。ペライア自身によると、15歳の頃に本人にもよく分からない理由から音楽的な興味が花開いたといい、それ以来真剣に練習に打ち込んだ。1966年、17歳の時にニューヨークのマネス音楽大学へ入学、ピアノ、指揮法を学んだ。当時、この音楽大学にはカール・シャハター（Carl Schachter）、カール・バンベルガー（Carl Bamberger）、オスヴァルト・ヨーナス、フェリックス・ザルツァー（Felix Salzer）といったハインリヒ・シェンカーの弟子や継承者が集まっており、多大な影響を受けたが、シェンカーの音楽理論に本当に傾倒するのは後になってからである。夏期にはマールボロ音楽祭に参加し、カザルスや、ブダペスト弦楽四重奏団（アレクサンダー・シュナイダーら）、ゼルキンと交流があった。ゼルキンとは四手のためのピアノ二重奏を演奏し、ゼルキンは後にペライアを一年以上に渡りカーティス音楽院における自分の助手にした。同じ頃、ミエチスラフ・ホルショフスキに師事し薫陶を受けた。1965年に Young Concert Artists International Auditionsに合格し、1972年のリーズ国際ピアノ・コンクールにてアメリカ人初の優勝者となった。ファニー・ウォーターマンの語る逸話によると、ホルショフスキがコンクールの前に電話をかけてきて、ペライアがきっと優勝するよ、と予言したそうである。
その後は国際的に演奏活動や録音活動を開始する。1973年にオールドバラ音楽祭でベンジャミン・ブリテンとピーター・ピアーズ、またラドゥ・ルプーと共演した。ペライアは1981年から1989年まで同音楽祭の共同芸術監督を務めた。1980年代にペライアはウラジミール・ホロヴィッツに一緒に仕事をするように招かれた。これは彼のピアニズムに決定的な影響を及ぼしたとペライア本人が語っている。ペライアはホロヴィッツが亡くなる前の晩に彼を訪れており、ホロヴィッツの演奏するピアノを聴いた最後の人物である。
1973年以降、ペライアはコロンビアマスターワークス、後のソニー・クラシカルへと専ら録音を行った。1975年から9年の歳月をかけ、自身の弾き振りでイギリス室内管弦楽団とモーツァルトのピアノ協奏曲全曲録音を行った。1985年にベルナルト・ハイティンクの指揮、ロイヤル・コンセルトヘボウ管弦楽団とベートーヴェンのピアノ協奏曲全曲録音を果たし、両録音とも高い評価を受けている。ペライアはロンドン在住である。

### 手の故障と近年の活動
1990年、ペライアは右の親指を切ってしまい、それが敗血症を引き起こした。この症状のために抗生物質を服用したが、それが彼の健康状態に影響した。1992年に手の骨に異常な炎症を生じたために音楽家としての経歴の危機に陥った。数年間鍵盤から離れた生活を余儀なくされ、複数の手術を受けた。この期間中、ペライアはバッハの音楽を研究することで慰みを得たと語っている。バッハ研究のためにハープシコードを借りて音色を研究していた。またこの期間にシェンカー理論に傾倒した。病から回復した後、1990年代の後半に、ゴールドベルク変奏曲、イギリス組曲、パルティータ、チェンバロ協奏曲集など一連のバッハの鍵盤音楽の作品集の録音を発表し、数々の賞を受賞した。復帰後は以前にもまして演奏が楽しくなったと話し、録音にも精力的に取り組んでいる。2003年に、バッハのブランデンブルク協奏曲をピアノ協奏曲風にアレンジした演奏を録音した。
2005年のはじめ、手の故障が再発し、医者の忠告により、コンサート活動から身を引くこととなった。バービカンセンターでのコンサートやアメリカの10都市のコンサートツアーをキャンセルした。しかし、2006年にはドイツでのリサイタルで見事復帰を果たし、2007年4月にはバービカンセンターでも演奏した。
2007年秋にはアメリカの10都市のコンサートツアーを達成。手の問題のため、また医者の忠告のため、2008年のバービカンセンターでのソロリサイタルおよび、アカデミー室内管弦楽団とのアメリカツアーをキャンセルした。2008年の8月には演奏会に復帰し、ハイティンク指揮のロイヤル・コンセルトヘボウ管弦楽団とツアーを行い、また10月と11月にはアジアツアーを行った。2008年のプロムス以降は継続して活発な演奏活動を行なっている。
親友のラドゥ・ルプーとレパートリーが共通することは知られており、ウィーン古典派やドイツ・ロマン派音楽を得意としている。とりわけベートーヴェン、シューベルト、シューマン、ブラームスなどの録音を残してきた。しかし、指の故障が回復した後の演奏会や録音では、リストやラフマニノフにもスケールの大きい演奏を行い、練達のヴィルトゥオーソとしての一面をアピールしてみせた。

### エルサレム音楽センター
2009年1月、ペライアはアイザック・スターンによって設立されたエルサレム音楽センターの所長に就任した。

## 受賞歴
第七回国際シューマン音楽祭
- 2000  ロベルト・シューマン協会、クラウディオ・アラウ記念メダル

グラミー賞最優秀室内楽演奏賞
- 1989 バルトーク: 2台のピアノと打楽器のためのソナタ

グラミー賞最優秀独奏楽器演奏賞
- 2003 ショパン: 練習曲　作品10、作品25
- 1999 バッハ: イギリス組曲第一番、第三番、第六番

2015 ウルフ賞芸術部門
王立音楽大学の名誉フェローであり、王立音楽アカデミーの名誉会員。2007年、ケンブリッジ大学のジーザス・コレッジの名誉フェローに選ばれた。
2004年の3月8日に、エリザベス2世はアメリカ人のペライアを 名誉大英帝国勲章 ナイト・コマンダーKBEに叙した。これにより彼はKBEを名前の後に付けることが許されたが、サー (Sir)の称号は名乗れない。
2012年にペライアはグラモフォン誌の初代殿堂入りを果たした。

## 録音歴
ペライアの録音歴（英語）